# Aegolipton yunnanensis
Aegolipton yunnanensis là một loài bọ cánh cứng trong họ Cerambycidae.